# Bill Fagerbakke
William Mark Fagerbakke, detto Bill (Fontana, 4 ottobre 1957), è un attore e doppiatore statunitense.

## Biografia
Nel 1989 ha sposato l'attrice Catherine McClenahan dalla quale ha avuto due figli: Hannah nel 1991 e Carson nel 1994. Nel settembre del 2012 si sono separati. Attore in diversi film e serie televisive, è noto principalmente per il suo doppiaggio di Patrick nella serie televisiva animata SpongeBob.

## Filmografia parziale

### Cinema
- Ken Park, regia di Larry Clark ed Edward Lachman (2002)
- Las Vegas - Terapia per due, regia di Peter Tolan (2008)
- Supercuccioli nello spazio (2009)

### Televisione
- L'ombra dello scorpione (The Stand) – Miniserie TV (1994)
- Sabrina, vita da strega (Sabrina, the Teenage Witch) – serie TV, 1 episodio (1997)
- Una mummia per amico (Under Wraps), regia di Greg Beeman – film TV (1997)
- Oz – serie TV, 3 episodi (1998-1999)
- Il più bel regalo di Natale (The Ultimate Christmas Present), regia di Greg Beeman – film TV (2000)
- How I Met Your Mother – serie TV (2005-2012)
- Rodney – serie TV, 1 episodio (2006)
- La vita secondo Jim (According to Jim) – serie TV, 1 episodio (2007)
- Heroes – serie TV, 2 episodi (2007)
- Grey's Anatomy - serie TV, episodio 6x06 (2009)
- Young Sheldon – serie TV, 4 episodi (2021-2023)

### Doppiaggio
- Beethoven (1994-1995)
- Il gobbo di Notre Dame (1996)
- Timon e Pumbaa (1 episodio, 1999)
- SpongeBob (1999-presente) - Patrick Stella
- Lilli e il vagabondo II - Il cucciolo ribelle (2000)
- Atlantis - Il ritorno di Milo (2003)
- Kim Possible (1 episodio, 2007)
- The Spectacular Spider-Man (1 episodio, 2009)

## Doppiatori italiani
Nelle versioni in italiano delle opere in cui ha recitato, Bill Fagerbakke è stato doppiato da:
- Pierluigi Astore in Las Vegas - Terapia per due, Young Sheldon
- Marco Mete in L'ombra dello scorpione
- Saverio Indrio in Oz
- Massimo Lodolo in Rodney
- Enrico Bertorelli in How I Met Your Mother (ep .1x09, 4x19, 5x09)
- Stefano Albertini in How I Met Your Mother (st. 6-9)
- Saverio Moriones in Supercuccioli nello spazio
- Mario Bombardieri in Grey's Anatomy
- Ambrogio Colombo in Unbelievable

Da doppiatore è sostituito da:
- Pietro Ubaldi in SoingeBob, SpongeBob - Il film, SpongeBob - Fuori dall'acqua, SpongeBob - Amici in fuga, Saving Bikini Bottom, Plankton - Il film
- Riccardo Peroni in Beethoven
- Mario Scaletta in Il gobbo di Notre Dame
- Neri Marcorè in Lilli e il vagabondo II - Il cucciolo ribelle
- Ambrogio Colombo in Pinguini di Madagascar in Missione Natale
- Alberto Angrisano in Wander